# Entrada Baker
Entrada Baker corresponde a un sector fronterizo ubicado 85 kilómetros al noreste de la localidad de Cochrane, comuna homónima, de la Provincia Capitán Prat, Chile.
El camino que accede desde Cochrane atraviesa el Valle de Chacabuco con un camino de ripio en la ruta X-78 que conduce hacia la frontera con Argentina.
La localidad cuenta con el Complejo Fronterizo Paso Roballos, donde existe un Retén de Carabineros de Chile “Entrada Baker”, distante a 11 kilómetros del paso y donde se cumplen las funciones de migraciones, fitosanitarias (SAG) y aduaneras.
Este sector comunica hacia Argentina con la localidad de Estancia El Ghio y Cueva de las Manos hacia el este y con la localidad de Los Antiguos en la Provincia de Santa Cruz.

## Turismo
En esta localidad no existen servicios de alojamiento registrados. Sin embargo, existe un servicio de alojamiento rural.
En las cercanías se encuentra un sitio arqueológico de más de 7500 años con abundante pintura rupestre y que se encuentra protegido.
Este camino comunica también hacia las localidades de Los Antiguos en Argentina, y Chile Chico en Chile junto al Lago General Carrera-Buenos Aires y con la famosa Cueva de las Manos, otro sitio arqueológico importante de los antiguos habitantes de la Patagonia.

## Accesibilidad y transporte
Se accede a este sector a través de la Ruta X-78 desde Cochrane con una extensión de 85 kilómetros.
En este sector se ubica el Aeródromo Entrada Baker, el cual se encuentra muy próximo al Retén de Carabineros de Chile.